# Schrankia nesiota
Schrankia nesiota là một loài bướm đêm trong họ Erebidae.